# 吉佐美聖子
吉佐美 聖子（きさみ せいこ、1960年12月23日 - ）は、日本の元女優。東京都出身。特技は、日舞、三味線。

## 人物
1980年代から1990年代にかけてはテレビドラマで活躍する。
テレビドラマでは、2時間ドラマに多数出演している。特に松尾嘉代との共演が多い。
CDも2枚出している。

## 出演

### 映画
- 地震列島（1980年、東宝）
- 丹波哲郎の大霊界2 死んだらおどろいた!!（1990年、松竹富士）

### テレビドラマ
- 特捜最前線 第189話「犯罪紳士録に載っている男!」（1980年、テレビ朝日）
- 同心暁蘭之介 第31話「殺人鬼に罠をかけろ」（1982年、フジテレビ）
- 時代劇スペシャル （フジテレビ）
  - 「大江戸無頼 河内山宗俊」（1982年）
  - 「大奥犯科帳 江戸城女の館に今宵も恐怖の殺人鬼が走る!!…」（1983年）
- 火曜サスペンス劇場 （日本テレビ）
  - 「松本清張の花氷」（1982年）
  - 「長く暑い夏の一日」（1988年）
- 大奥 第17話「女の情に蛇が棲む」（1983年、関西テレビ） - お松
- 土曜ワイド劇場 （テレビ朝日）
  - 「エアロビクス殺人事件 女の変身美容教室」（1983年）
  - 「美しい妻の完全犯罪 三人の女が仕組んだ夫の殺人プラン」（1985年）
  - 「女流作詞家殺人事件 ヒット曲を盗んだ女」（1986年）
  - 「密会の宿殺人事件2・消し忘れたビデオの女」（1986年）
  - 「整形復願未亡人 私は名門夫人になりたい…」（1986年）
  - 「妻にすりかわった女 テレビの人探しコーナーが殺意を招く!」（1986年）
  - 「アスレチッククラブ 華麗な女の斗い 女の園に紅い血が散る!」（1986年）
  - 「密会の宿3・湯けむり旅館連続殺人」（1987年）
  - 「東京原宿ハウスマヌカン連続殺人 豪華パーティーの夜消えたギャルたち」（1987年、朝日放送）
  - 「奈良大和路茶の湯の旅 家元相続をめぐる女たちの華麗な斗い」（1987年）
  - 「整形復顔女流デザイナー殺人事件 カトレアの花束は死のメッセージ!」（1988年）
  - 「密会の宿4・謎の美少女と白い帽子の女」（1988年）
  - 「こちら禅寺探偵局2・奇妙な千社札連続殺人事件!」（1996年）
- 流れ星佐吉（1984年、関西テレビ）
- 金曜ファミリーワイド「松本清張の地の骨」（1984年、フジテレビ）
- ザ・サスペンス「処女が見た 美しい尼僧の許されぬ罪」（1984年、TBS）
- 月曜ワイド劇場 （テレビ朝日）
  - 「ピンク街の聖母たち」（1984年）
  - 「温泉街の聖母たち」（1985年）
  - 「姑公認未公認、二人の女の妻芝居」（1986年）
- 暴れ九庵 第24話「汚れはしたものの」（1985年、関西テレビ）
- カトレア学園シリーズ（1985年 - 1986年、テレビ東京）
- 花王 愛の劇場「遥かなり母と娘の旅路」（1985年、TBS）
- 誇りの報酬 第9話「オホーツク悲歌」（1985年、日本テレビ） - あけみ
- 月曜・女のサスペンス「残された車! 首都高速7号線変死事件」（1988年、テレビ東京）
- さすらい刑事旅情編 第5話「寝台急行銀河から消えた女子大生」（1988年、テレビ朝日）
- 高速戦隊ターボレンジャー第11話「爆発! ウーラー街道!」（1989年、テレビ朝日） - マサヤの母親
- 特警ウインスペクター 第6話「子供に戻った両親」（1990年、テレビ朝日） - 中島麻子
- 特救指令ソルブレイン 第28話「急げ! 命の母艦」（1991年、テレビ朝日） - 美由紀の母
- 悪女（1992年、日本テレビ系列、制作・読売テレビ）
- 特捜ロボ ジャンパーソン （テレビ朝日） - 時実博士の妻子
  - 第31話「新型JP誕生?!」（1993年8月29日）
  - 第32話「脱出不能の迷宮」（1993年9月5日）
- はぐれ刑事純情派 第7シリーズ 第13話「血液型殺人事件・疑惑の男友達」（1994年、テレビ朝日）
- Age,35 恋しくて 第5話「最も危険な情事」（1996年、フジテレビ）

## ディスコグラフィー

### シングル
1. 夢あかり （1991.6.21）
（c/w）　そして今夜も
2. 祇園恋しや （1993.4.21）
（c/w）　女は泣くの